# Zygmunt Molik
Zygmunt Molik (ur. 4 kwietnia 1930 w Krakowie, zm. 6 czerwca 2010 we Wrocławiu) – polski aktor teatralny i filmowy, teoretyk teatru, pedagog i aktor Teatru Laboratorium, twórca metody treningu głosowego „Głos i Ciało”.

## Życiorys
W 1948 podjął studia na Uniwersytecie Jagiellońskim na Wydziale Prawa, w 1949 przeniósł się na AWF w Warszawie, rok później przez kilka tygodni kontynuował prawo. Od listopada 1951 do października 1953 rozpoczął służbę wojskową w 36 Pułku Piechoty Lubliniec, trafił tam do Zespołu Pieśni i Tańca prowadzonego przez Leopolda Kozłowskiego. W latach 1953–1957 podjął studia na Wydziale Estradowym Państwowej Wyższej Szkoły Teatralnej im. Aleksandra Zelwerowicza w Warszawie. Od września 1957 Molik miał zatrudnienie w Teatrze 7.15 w Łodzi pod artystycznym kierownictwem Jerzego Antczaka. W sezonie 1958/59 pracował w Państwowym Teatrze Ziemi Opolskiej, skąd jesienią 1959 roku przeszedł do Teatru 13 Rzędów. 25 lat występował w Teatrze 13 Rzędów i Teatrze Laboratorium Jerzego Grotowskiego w Opolu, następnie we Wrocławiu. W początkowym okresie czołowy aktor zespołu – grał m.in. Gustawa-Konrada w Dziadach, Doktora w Kordianie, Jakuba-Priama w Akropolis. W sezonie 1965/1967 pracował w Teatrze Rozmaitości w Krakowie, po czym powrócił do zespołu Jerzego Grotowskiego, którego był członkiem aż do jego samorozwiązania, tworząc m.in. postać Judasza w Apocalypsis cum figuris. W latach 1979–1981 brał udział w działaniach parateatralnych z cyklu Drzewo Ludzi.
Od  1961 roku Molik prowadził w Teatrze Laboratorium ćwiczenia emisji głosu, dedykowane wyłącznie jego aktorom. W 1975 zorganizował pierwsze staże parateatralne otwarte dla wszystkich, tj. Acting Therapy (Laboratorium Terapii Zawodu), które pod tą nazwą działało przez kilka lat, następnie przekształciło się w warsztaty „Głos i Ciało”, które jako międzynarodowy projekt Molik realizował do roku 2008. „Uwalnianie twórczej energii, poszukiwanie jedności oraz połączenia między ciałem i głosem stały się dla niego podstawą procesu aktorskiego”.
Pochowany na Cmentarzu Grabiszyńskim we Wrocławiu.

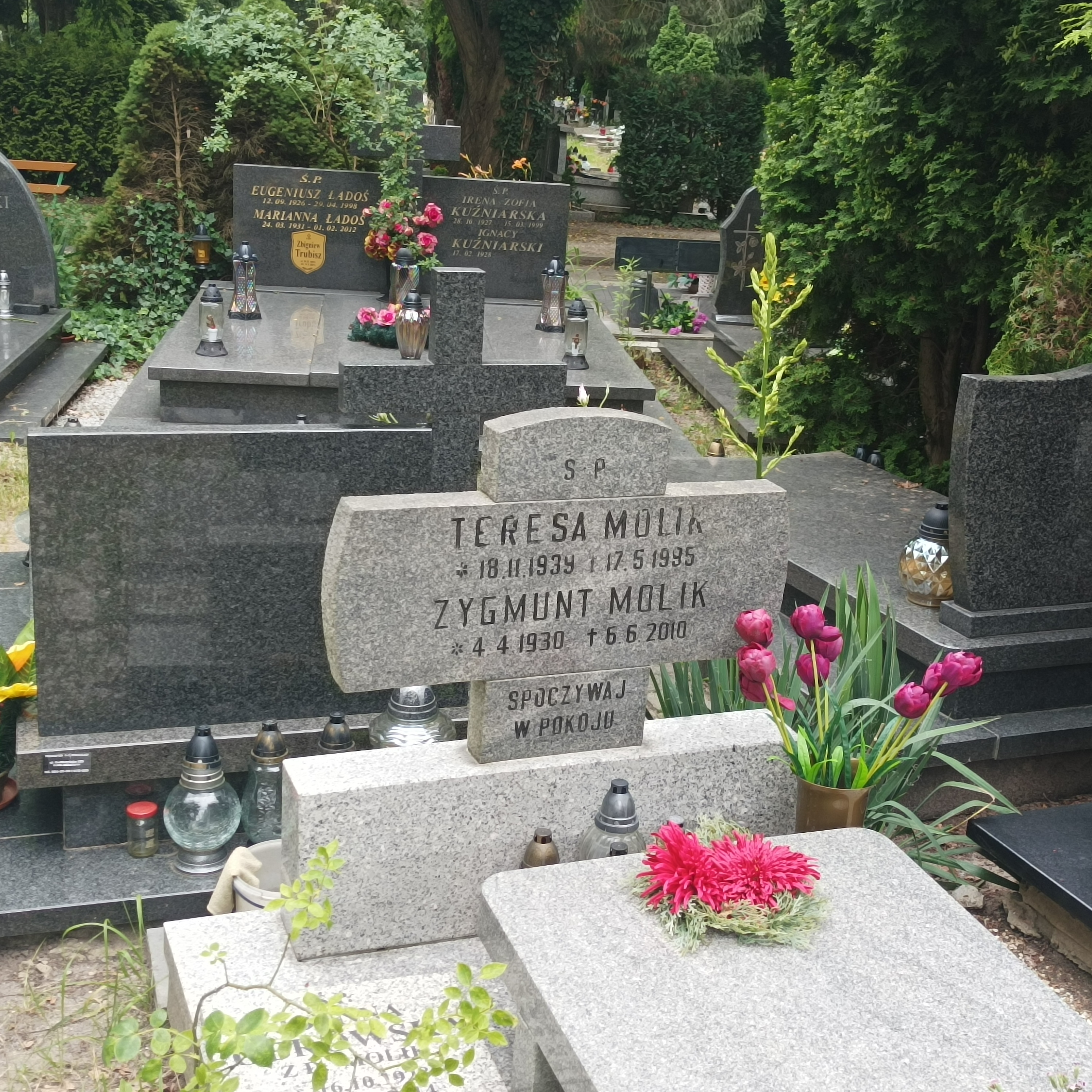
Grób Zygmunta Molika na Cmentarzu Grabiszyńskim

## Kariera teatralna i filmowa

### Role w spektaklach (wybrane)
- Porwanie Sabinek (opieka reżyserska: Stanisława Perzanowska, przy współpracy Stanisława Jaśkiewicza, premiera: 27 maja 1957, dyplom PWST w Warszawie)
- Liliom (Doktór, Komisarz, reżyseria: Jerzy Antczak, premiera: 9 lutego 1958, Teatr 7.15 w Łodzi)
- Pułapka na myszy (Major, reżyseria: Jerzy Antczak, premiera: 22 maja 1958, Teatr 7.15 w Łodzi)
- Lato w Nohant (Maurycy, reżyseria Marian Godlewski, premiera: 6 grudnia 1958, Państwowy Teatr Ziemi Opolskiej)
- Wieczór Trzech Króli (Fabian, reżyseria: Roman Bohdanowicz, premiera: 4 kwietnia 1959, Państwowy Teatr Ziemi Opolskiej)

#### W Teatrze 13 Rzędów i Laboratorium, reżyseria: Jerzy Grotowski
- Orfeusz (Heurtebis, premiera: 8 października 1959)
- Kabaret Błażeja Sartra (Fryzjer, reżyseria: Zygmunt Molik, premiera: 15 maja 1960)
- Kain (Alfa i Omega, premiera: 30 stycznia 1960)
- Misterium buffo (Optymistienko, premiera: 31 lipca 1960)
- Siakuntala (Król Duszjanta, premiera: 13 grudnia 1960)
- Dziady (Gustaw-Konrad, premiera: 18 czerwca 1961)
- Idiota (Teodor, reżyseria: Waldemar Krygier, 22 października 1961)
- Kordian (Doktor, Szatan, Dozorca ogrodu, Papież, Car, Nieznajomy, premiera: 14 lutego 1962)
- Akropolis (Jakub, Harfiarz-Priam, premiera: 10 października 1962)
- Tragiczne dzieje doktora Fausta (Stary człowiek, Bartek, premiera: 23 kwietnia 1963)
- Studium o Hamlecie (Hamlet, premiera: 17 marca 1964)

#### W Państwowym Teatrze Rozmaitości w Krakowie
- Latające narzeczone (Robert, reżyseria: Halina Gryglaszewska, premiera: 3 października 1965)
- Dallas, w samo południe (Narrator, reżyseria: Ryszard Smożewski, premiera: 22 grudnia 1966)
- Strach i nędza Trzeciej Rzeszy (Pierwszy SS-man, Ypsylon, Dievenbach, Radca, Pan z biura, Ksiądz, Mówca, reżyseria: Halina Gryglaszewska, premiera: 31 sierpnia 1966)
- Kiss me, Kate! (Gangster I, reżyseria: Jerzy Ukleja, premiera: 16 grudnia 1966)

### Reżyseria spektakli
- Kabaret Błażeja Sartra (premiera: 15 maja 1960)
- Pamiętnik Śląski (faktomontaż, premiera: 9 lipca 1961)

### Role w filmach
- Krzyż walecznych, reżyseria: Kazimierz Kutz, 1958
- Tarpany, reżyseria: Kazimierz Kutz, 1961
- Późne popołudnie, reżyseria: Aleksander Ścibor-Rylski, 1964[6]

## Praca z głosem
W ramach zajęć warsztatowych i treningowych prowadzonych regularnie od 1960 roku w Teatrze Laboratorium Molik był odpowiedzialny za pracę nad głosem. 2 stycznia 1975 objął kierownictwo Laboratorium Terapii Zawodu Acting Therapy, prowadzącego zajęcia z techniki aktorskiej. Stopniowo działalność poradni koncentrowała się wokół osoby prowadzącego i jego, także zagranicznych, warsztatów, które od około 1980 przyjmowały równoważną z Acting Therapy – nazwę:Voice and Body (Głos i Ciało). Swoją metodę, która jest twórczą kontynuacją treningów Teatru Laboratorium, Molik rozwijał do 2008 roku.
Alfabet ciała, zwany też alfabetem Molika, jest podstawą metody treningowej „Głos i Ciało”. To seria działań fizycznych, umożliwiającej otwarcie głosu przez zniesienie istniejących w ciele blokad i ograniczeń o podłożu psychicznym i socjologicznym. W metodzie „Głos i Ciało” chodzi nie tylko o wykonywanie skodyfikowanych działań, prowadzących na przykład do właściwego ułożenia krtani, rozbudzenia rezonatorów w ciele czy odpowiedniego zarządzania własnym oddechem, lecz także o głębokie doświadczenie opierające się na przekonaniu, że prawidłowe używanie głosu nie istnieje bez świadomości ciała i balansu, mającego w tym kontekście charakter fizyczny, psychiczny i duchowy. Po śmierci Molika sukcesorem i kontynuatorem jego metody jest Jorge Parente, który w asyście Zoé Ogeret kontynuuje pracę: Voice and Body Molik_Parente.

## Ciekawostki
Współautor książki Zygmunt Molik's Voice and Body Work. To zapis rozmów z Zygmuntem Molikiem przeprowadzonych przez Giuliana Campa. Polskie wydanie nakładem Państwowej Wyższej Szkoły Teatralnej im. Ludwika Solskiego w Krakowie i Instytutu im. Jerzego Grotowskiego ukazało się w 2015.
Reportaż Dyrygent Tomasza Mielnika dokumentuje staż Głos i Ciało, prowadzony przez Zygmunta Molika w dniach 19–23 kwietnia 2006.
10 maja 2000 roku artysta odebrał z rąk Prezydenta RP w Warszawie Krzyż Kawalerski Orderu Odrodzenia Polski (datowany 23 grudnia 1999).
12 stycznia 2009 został odznaczony we Wrocławiu Srebrnym Medalem „Zasłużony Kulturze Gloria Artis”